# Valéria Gyenge
Valeria Gyenge (Budapest, Hungría, 3 de abril de 1933) fue una nadadora húngara especializada en pruebas de estilo libre media distancia, donde consiguió ser campeona olímpica en 1952 en los 400 metros.

## Carrera deportiva
En los Juegos Olímpicos de Helsinki 1952 ganó la medalla de oro en los 400 metros estilo libre, con un tiempo de 5:12.1 segundos que fue récord olímpico, por delante de su paisana húngara Éva Novák y de la estadounidense Evelyn Kawamoto.
Y en el campeonato europeo de Turín de 1954 ganó el oro en los relevos de 4x100 metros libre, y la plata en los 400 metros libre.